# Leia hemiata
Leia hemiata är en tvåvingeart som beskrevs av Garrett 1925. Leia hemiata ingår i släktet Leia och familjen svampmyggor.
Artens utbredningsområde är British Columbia. Inga underarter finns listade i Catalogue of Life.